# أولدين
أولدين هو واحد من أول زعماء الهون الذين ذكروا في التاريخ. ذكره كل من المؤرخين أوروسيوس ومارسيلينوس كوميس. قام هذا القائد بقتل الجنرال المتمرد غايناس وقام بارسال رأسه إلى الإمبراطور آركاديوس مقابل السماح له ولقبيلته بالسكن على ضفاف نهر الدانوب في داقية. قام لاحقاً بمساعدة ستيليكو ببعث مرتزقته لأجل محاربة راداغايسوس القوطي الذي هدد إيطاليا في سنة 406. توفي في سنة 412 وخلفه شاراتون.